# Ranokršćanska umjetnost
Ranokršćanska umjetnost (također kasnoantička ili starokršćanska umjetnost) je umjetničko razdoblje starorimske umjetnosti nakon usvajanja kršćanstva 314. godine do podjele Rimskog Carstva na Zapadno Rimsko Carstvo i Istočno Rimsko Carstvo; tj. prijelaz iz antičkoga doba u srednji vijek, u vremenu tzv. ranog kršćanstva. 

## Povijest
Krizom Rimskog Carstva u 3. st. otpočelo je rastvaranje antičkih tekovina i propadanje urbane kulture. To je najočitije u organizaciji (tj. gubitku organizacije) samih gradova kojima sve više dominira pretpovijesna seoska kultura, a sam Rim zbog glomaznosti i složenosti funkcija prestaje funkcionirati kao organizirana gradska cjelina i prerasta samoga sebe. Zato car Konstantin Veliki 323. g. seli prijestolnicu Rimskog Carstva iz Rima u Bizant koji se od tada naziva Carigrad, što će dovesti do konačne podjele na Zapadno i Istočno Rimsko Carstvo 395. g. Germanska plemena osvajaju zapadni dio (Odoakar 476. g.), a Bizant se održao i jačao. Podjela carstva uzrokovala je i podjelu kršćanstva na katoličku (zapadnu) i pravoslavnu (istočnu) crkvu – Crkveni raskol 1054. g.; osnovna razlika je u tome što je Rimsko katoličanstvo neovisno o svjetovnoj vlasti, za razliku od pravoslavlja koje je u službi državne politike. 
Posljedice političkih i vjerskih podjela u rimskom carstvu osjetit će se i u umjetnosti. Zapadna Europa prihvatila je kao naslijeđe umjetnost kasne antike iz čega se razvila romanička umjetnost Europe (predromanika). U Bizantu je utjecaj antike bio pomiješan s jakim istočnjačkim primjesama (bizantska umjetnost).

## Osobitosti
Nijedan od objekata starokršćanske umjetnosti nije stariji od 200-te godine. Prije cara Konstantina Rim nije bio svetište kršćana i kršćanstvo u početku nije imalo nikakvih vjerskih građevina. Ranokršćanska umjetnost zapravo je započela u katakombama. Kršćani, kojima je vjera bila zabranjena, skrivali su se u podzemlju rimskih katakombi, gdje su spojili svoje potrebe propovijedanja nove vjere i sahranjivanja mrtvih u grobnice i svetišta. Katakombe su se sastojale od tijesnih hodnika u čije su se zidove usijecale niše, u koje su se smještali ostaci tijela, a zatvarale se kamenim pločama. Isprva su katakombe imale i nadzemni dio u vidu dvorišta s trijemom, te sobe za zajedničku ishranu, ali s pojačanim progonom kršćanstva u 3. st. katakombe su ostale bez nadzemnih dijelova. 
Skulpture i slike koje su očuvane u katakombama rađene su u maniri grčko-rimskih mitoloških prikaza, tako da skoro nema nikakve razlike između tzv. poganskih i kršćanskih djela. No postupno se formira vlastita kršćanska ikonografija: krug = nebo, križ je osnovni simbol vjere, antički motiv pastira s ovcom na ramenu postaje simbolom "dobrog pastira", riba (na grčkom: IHTIS) simbol je Krista ...   
Postupno se kršćanstvo izdvojilo iz brojnih istočnjačkih kultova, koji su istovremeno postojali u Rimu, i nametnula se kao dominantna religija. Godine 313. car Konstantin je čak objavio kršćanstvo kao državnu religiju, a 346. g., nakon edikta o potpunom ukidanju poganstva (vjerovanja u više bogova), Crkva postaje sve moćnija. 
Kršćani zauvijek napuštaju katakombe i počinju graditi crkve koje se baziraju na rimskim bazilikama.  Prostor bazilike organiziran je prema zahtjevu da se na jednom mjestu skupi mnogo ljudi i da se njihovo kretanje usmjeri prema oltaru, koji je smješten ispred apside. Dakle, zadržani su izduženi glavni i bočni brodovi, drvena konstrukcija krova, a veliki prostor je ritmiziran stupovima i lukovima. Razlika od rimske bazilike je u tome što se ostavljaju ulazi samo na zapadnoj strani, a na kraju istočne se gradi polukružna apsida ispred koje je oltar. Ulazni trijem se zove narteks, a ispred je obično bio baptisterij (krstionica). Kasnije se tlocrtu bazilike dodaje transept, to je prostor novog poprečnog broda koji se križa s glavnim brodom i čine tlocrt križa (Npr. Bazilika Svetog Apolinarija u Classi, Ravenna, Italija). 
Postoje i rijetki primjeri crkava kružnih osnova koje nad jezgrom imaju kupolu, a uokolo kupole je prstenasti prostor prekriven bačvastim svodom (Sta Constanza, Rim).
Nova arhitektura s velikim zidnim površinama zahtjeva novu slikarsku dekoraciju te se bujno razvija zidni mozaik. Obilato se koriste kockice od raznobojne staklene paste i pozlata, tako da cijela površina slike treperi. U 5. st. antikni uzori u prikazivanju su prevladani i npr. Krist (koji je u početku prikazivan kao mitski golobradi Orfej ili Hermes), dobiva nove atribute – aureolu, križ, svečanu odjeću, a mijenja se i način prikazivanja. Oblici se sve više ukrućuju, pojednostavljuju, gube se u prostorne i plastične karakteristike, a pri kraju rano-kršćanstva prikaz ljudskog lika se sve više mijenja znakom križa ili početnim slovom imena. Tako je jedno od najljepših ranokršćanskih djela - Sarkofag Junija Basa iz 4. st., bogato reljefno ukrašen kršćanskim starozavjetnim i novozavjetnim motivima. Ali svi likovi su prikazani na antički način i svaki motiv je uokviren klasičnom rimskom arhitekturom. Dok su likovi s Poklonstva kraljeva na sarkofagu iz Ravenne (poč. 5. st.), već gotovo identične jedinice, poredane u istom ritmu, skoro ornamentalne. 
Takav ograničen izraz i deformiranje likova nije ograničen samo na sarkofage, nego je prisutan i u brojnim m minijaturnim reljefima u slonovači, djelima u tekstilu, ali i portretnim skulpturama. Takvo je lice Filozofa iz Efeza (vjerojatno Plotin) iz kasnog 4. st. koji ima shematizirano izduženo lice s predimenzioniranim očima, stiliziranom kosom i napetim linijama i plohama crta lica. Shema koja će se zadržati kroz cijelu bizantsku umjetnost za prikazivanje ideje produhovljenosti.

## Vanjske poveznice
- "Ranokršćanska umjetnost". Encyclopedia Britannica Online.